# Olof Palme
Pour les articles homonymes, voir Palme.
 (août 2010).
Si vous disposez d'ouvrages ou d'articles de référence ou si vous connaissez des sites web de qualité traitant du thème abordé ici, merci de compléter l'article en donnant les références utiles à sa vérifiabilité et en les liant à la section « Notes et références ».
Sven Olof Joachim Palme, né le 30 janvier 1927 à Stockholm et mort assassiné le 28 février 1986 dans la même ville, est un homme d'État socialiste réformiste suédois qui est à deux reprises Premier ministre de Suède (ministre d'État), de 1969 à 1976 et de 1982 à sa mort. Il dirige de 1969 à sa mort le Parti social-démocrate suédois des travailleurs (SAP).

## Biographie

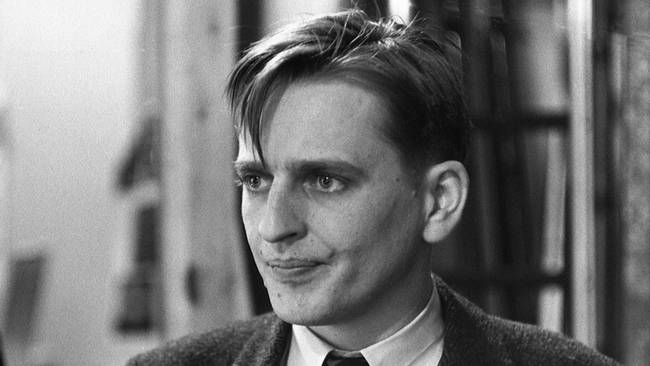
Olof Palme en 1957.

Né dans un milieu conservateur, Olof Palme étudia au Kenyon College, Ohio (États-Unis) en 1947–1948, où il obtint un BA, ensuite le droit à l'université de Stockholm, d'où il sortit diplômé en 1951, puis se lança dans la politique au sein du Parti social-démocrate. Cette année passée aux États-Unis sera déterminante dans son engagement : il fut très marqué par la ségrégation raciale et les inégalités sociales ; il rédigea son mémoire d'étude sur l'économiste Friedrich Hayek. Dès 1953, il dirigea le secrétariat du chef du gouvernement Tage Erlander, qui le nomma ministre en 1963 après son élection au Parlement, en 1957. Il dirigea le Parti social-démocrate de son pays de 1968 jusqu'à sa mort et fut chef du gouvernement (ministre d'État) entre 1969 et 1976 et entre 1982 et 1986. Ingvar Carlsson lui succéda.

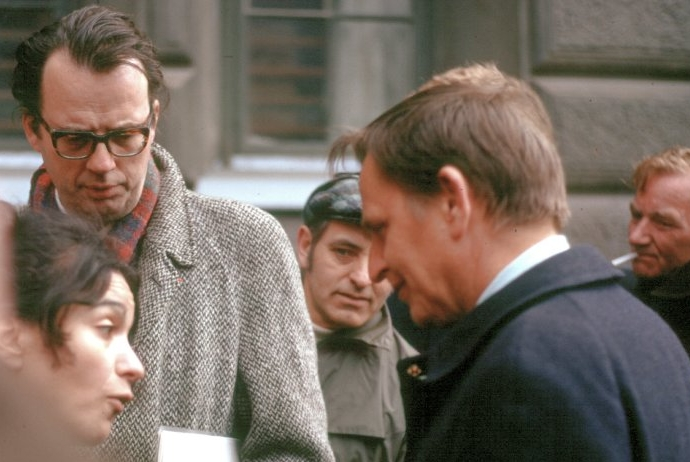
Olof Palme à Norra Bantorget, une place de Stockholm, le 1er mai 1973.

Palme prit position notamment contre la guerre du Viêt Nam, l'apartheid et la prolifération des armes nucléaires. Il provoqua la rupture des relations diplomatiques entre la Suède et les États-Unis pour avoir participé personnellement, en tant que ministre, à une manifestation d'opposants à la guerre du Viêt-Nam. Durant la crise des euromissiles, il prit fermement position contre le déploiement des missiles Pershing américains en Europe, ce qui le rapprochait de l'Union soviétique. Enfin, il ne manifesta jamais la moindre tolérance pour l'apartheid sud-africain et milita toujours pour son abolition.
Il met également en place une « politique d'immigration volontariste » notamment pour les réfugiés politiques.
Il réalisa des réformes ambitieuses[réf. nécessaire] sur le plan interne, telles l'introduction de la codécision des travailleurs et travailleuses dans les entreprises, ainsi que les « fonds salariaux ». Ces fonds d'investissements collectifs alimentés par l'impôt étaient destinés à racheter le capital des entreprises privées et permettre ainsi une sorte de socialisation en douceur de l'économie privée. Ces derniers ont été supprimés en 1991 et jamais rétablis.
En 1968, alors qu'il est en vacances sur l'île de Gotland, il interpelle les électeurs dans un parc de Visby, donnant naissance à un évènement politique annuel (sorte d'université d'été) très populaire en Suède, l'Almedalen. Depuis, tous les partis de l'échiquier politique, les syndicats et des entreprises s'y retrouvent pendant quelques jours en été, prenant successivement la parole devant le public, illustrant là le modèle de consensus démocratique suédois.
Les élections générales de 1976 ont abouti à la défaite des sociaux-démocrates après 44 ans au pouvoir. Entre les mandats, Palme a continué à être actif dans son parti et a maintenu sa forte position pacifiste. Il avait également des relations personnelles étroites avec des politiciens sociaux-démocrates européens tels que Bruno Kreisky d'Autriche et Willy Brandt d'Allemagne de l'Ouest. Il a été président du Conseil nordique de 1979 à 1980, a présidé la Commission indépendante sur le désarmement et la sécurité à Genève et a agi en tant qu'envoyé spécial de l'ONU pour servir de médiateur dans la guerre entre l'Iran et l'Irak.
Membre de la commission Brandt, il participe donc à l'élaboration du rapport Nord-Sud (1980).

## Assassinat

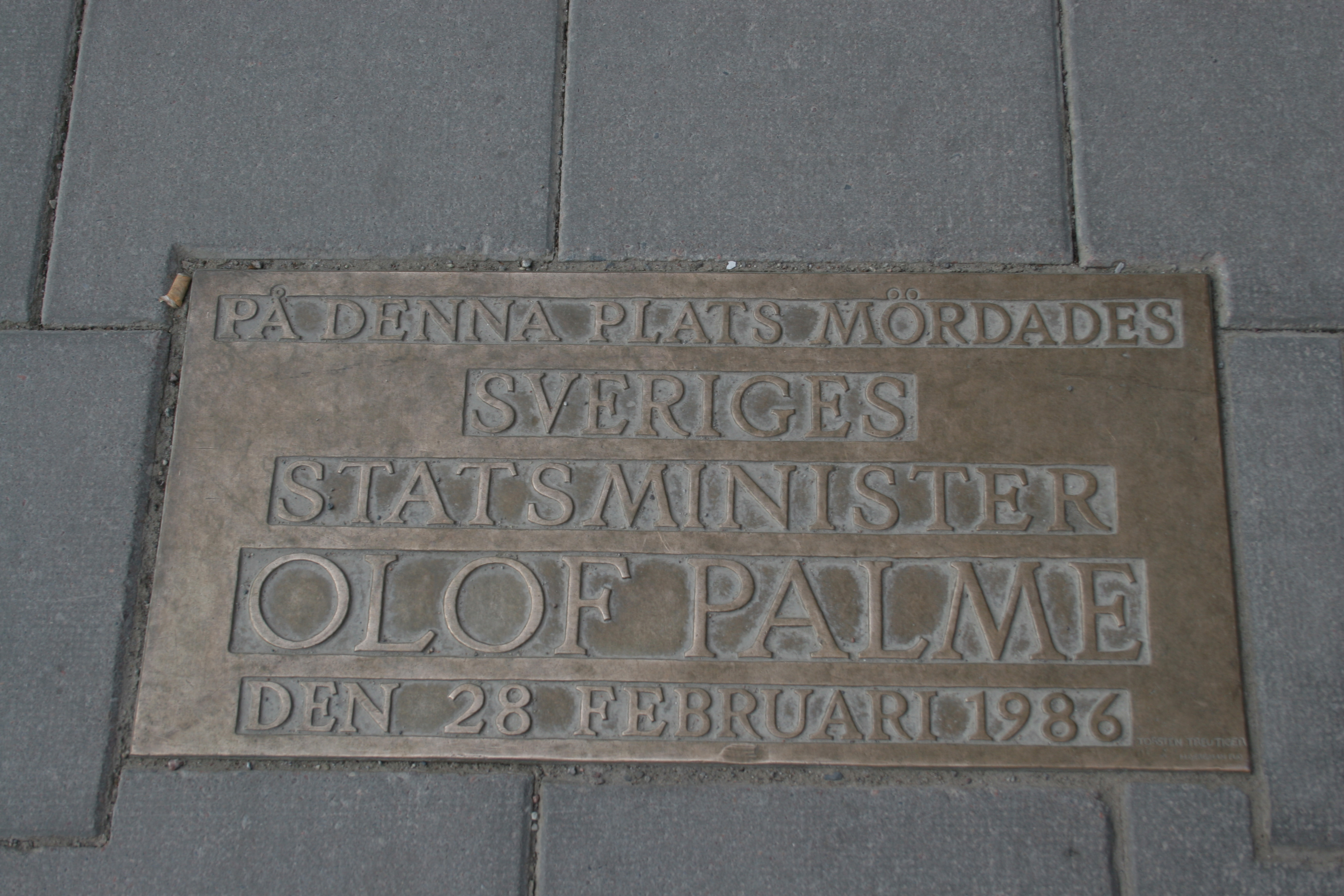
Plaque commémorative sur le lieu de l'assassinat d'Olof Palme.

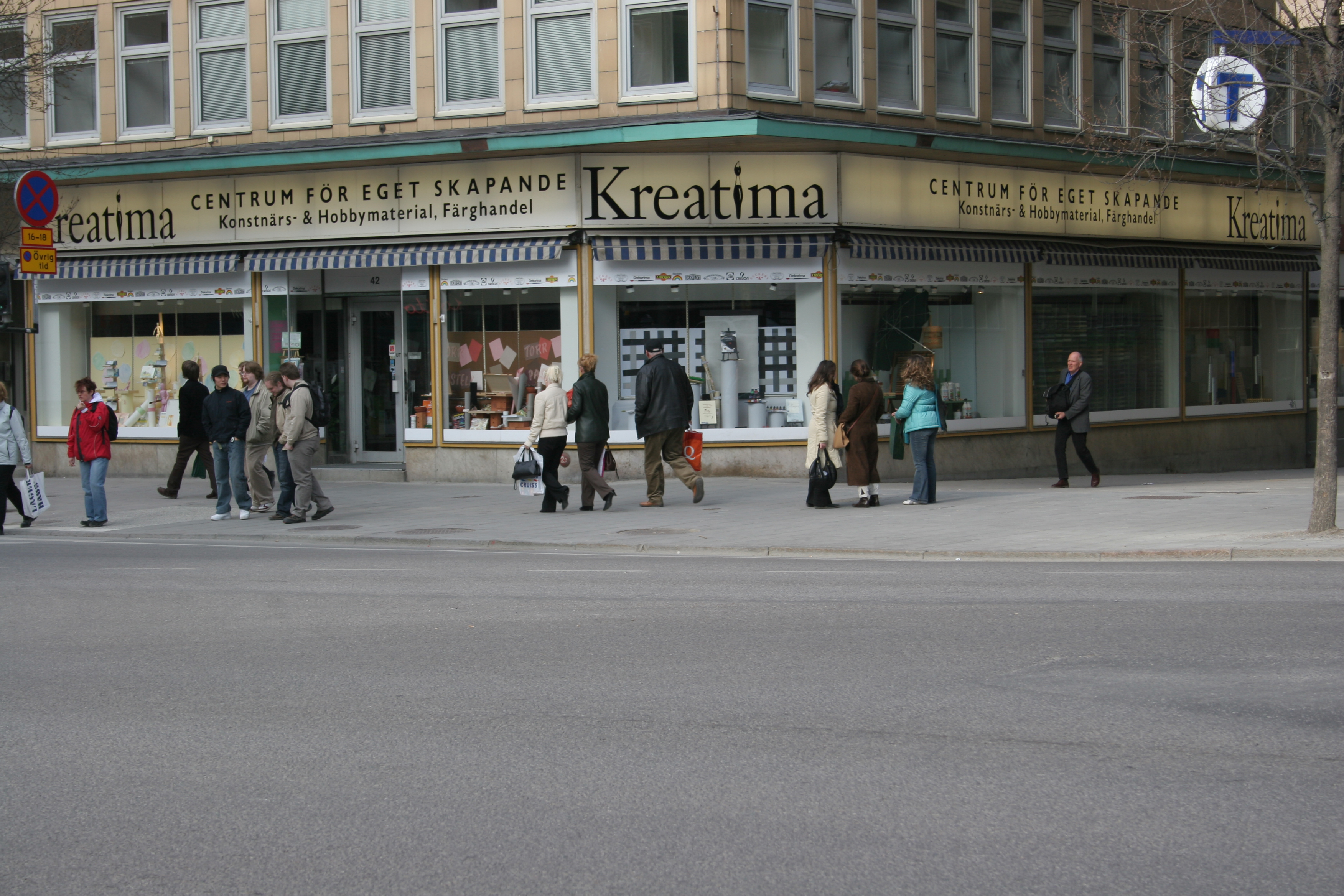
Croisement des avenues Sveavägen et Tunnelgatan où Olof Palme a été assassiné.

Olof Palme est mort assassiné le 28 février 1986 dans une rue de Stockholm, alors qu'il rentrait à son domicile, sans escorte de protection comme à son habitude, après être allé au cinéma avec son épouse Lisbeth Beck-Friis.
L'enquête officielle conclut à la piste de l'assassin solitaire.
Plusieurs autres théories sont défendues. Un complot monté par les services secrets sud-africains à cause de son opposition déterminée à l'apartheid, ou un complot monté par les protagonistes du contrat Bofors (Affaire Bofors) ; l'entreprise Bofors avait remporté un marché avec le gouvernement indien pour la livraison de matériel d'artillerie, ce qui avait donné lieu aux versements de « commissions » à des hauts-fonctionnaires indiens. Olof Palme aurait voulu rendre le scandale public. Aucune preuve tangible ne permet d'étayer ces théories.
Il a été évoqué la possibilité d'un complot émanant d'une faction d'extrême-droite de la police de Stockholm : la « Ligue de baseball » qui avait été scindée en 1983 avant d'être répartie dans les différents services de police de la capitale suédoise.
La piste du PKK (Parti des travailleurs du Kurdistan, organisation classée comme terroriste par une partie de la communauté internationale) d'Abdullah Öcalan a également été évoquée avec comme justification la politique antiterroriste de la Suède. L'enquête a suivi cette piste, avec l'arrestation de plusieurs Kurdes vivant en Suède, sans aboutir. En 2001, Öcalan accuse un groupe dissident du PKK, mené par son ex-femme Kesire Yildirim, d'avoir perpétré l'attentat, mais son interrogatoire n'amène aucune preuve.
Le 10 juin 2020, lors d’une conférence de presse, le procureur général Krister Petersson, en charge de l’enquête depuis 2017, a estimé qu’il n’était « plus possible d’avancer davantage » et que tout pointait vers la culpabilité de Stig Engström (qui est né à Bombay le 26 février 1934, et s'est suicidé le 26 juin 2000 à Täby, dans le comté de Stockholm), baptisé « Skandiamannen » − « l’homme de Skandia », du nom de la compagnie d’assurances où il travaillait comme graphiste à quelques dizaines de mètres du lieu du crime. Il est sorti de son bureau deux minutes avant l’assassinat d’Olof Palme, qu’il détestait. En mars 2018, un journaliste (Thomas Pettersson) avait révélé que Stig Engström avait accès à des armes à feu par un ami collectionneur et possédait aussi une expérience du tir. L’arme du meurtre n’a cependant jamais été retrouvée et aucune preuve technique ne permet d’étayer les conclusions du procureur général,. En 2021, une série suédoise, L'Improbable Assassin d'Olof Palme, divise la presse suédoise car, outrepassant les faits, elle présente la culpabilité de Stig Engström comme un fait avéré.

## Hommages
Depuis l'assassinat de Palme, un prix portant son nom, le prix Olof Palme, est décerné chaque année pour récompenser une œuvre humanitaire. Il existe une Fondation internationale Olof Palme, dont la présidente en 2009 est Anna Balletbò.
En France, une fontaine réalisée par Bernard Pagès en 1986 lui est dédiée à La Roche-sur-Yon, ainsi qu'une salle municipale à Béthune, une rue à Montluçon, une place à Besançon et à La Rochelle, un boulevard à Pau, une rue à Clichy, une rue à Montpellier dans le quartier de l'Industrie, la rue du consulat d'Algérie à Créteil ou encore une avenue à Nandy. En Belgique, une rue et un pont à Charleroi portent son nom. À Alger, le bois du Paradou situé dans la commune d'Hydra — quartier résidentiel surplombant la capitale algérienne — est renommé jardin Olof-Palme. Une rue porte son nom aussi à Alicante, en Espagne. Aux Pays-Bas, dans l'arrondissement Nord d'Amsterdam, une place lui est également dédiée.

## Vie privée
Olof Palme a eu trois enfants avec son épouse Lisbeth :
- Joakim Palme, né le 18 mai 1958 ;
- Mårten Palme, né le 31 octobre 1961, professeur d'économie à l'université de Stockholm ;
- Mattias Palme.